# Richard Bürk
Richard Bürk (* 2. September 1851 in Schwenningen am Neckar; † 26. Oktober 1934 ebenda) war ein deutscher Erfinder, Unternehmer und Politiker.

## Leben

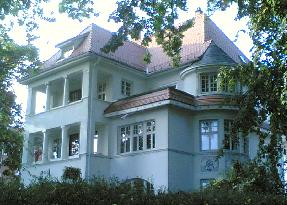
Villa Bürk in Schwenningen

Sein Vater war Johannes Bürk, der Gründer der Württembergischen Uhrenfabrik Bürk, seine Mutter war Katharina Bürk geb. Weiler (1822–1885). Richard Bürk war mit Agnes Müller aus Mühlhausen bei Schwenningen verheiratet und hatte mit ihr sechs Kinder.
Nach Abschluss seiner Uhrmacherlehre in Geislingen an der Steige arbeitete er einige Jahre in der Schweiz, deren Staatsangehörigkeit er vorübergehend annahm. 1871 wurde er stellvertretender Direktor (Contremaitre) einer Uhrenfabrik in der französischsprachigen Schweiz.
In Schwenningen existieren bis heute das ehemalige Fabrikgebäude, das Wohnhaus (die Villa Bürk) und die Bürk-Turnhalle, die er errichten ließ.

## Württembergische Uhrenfabrik

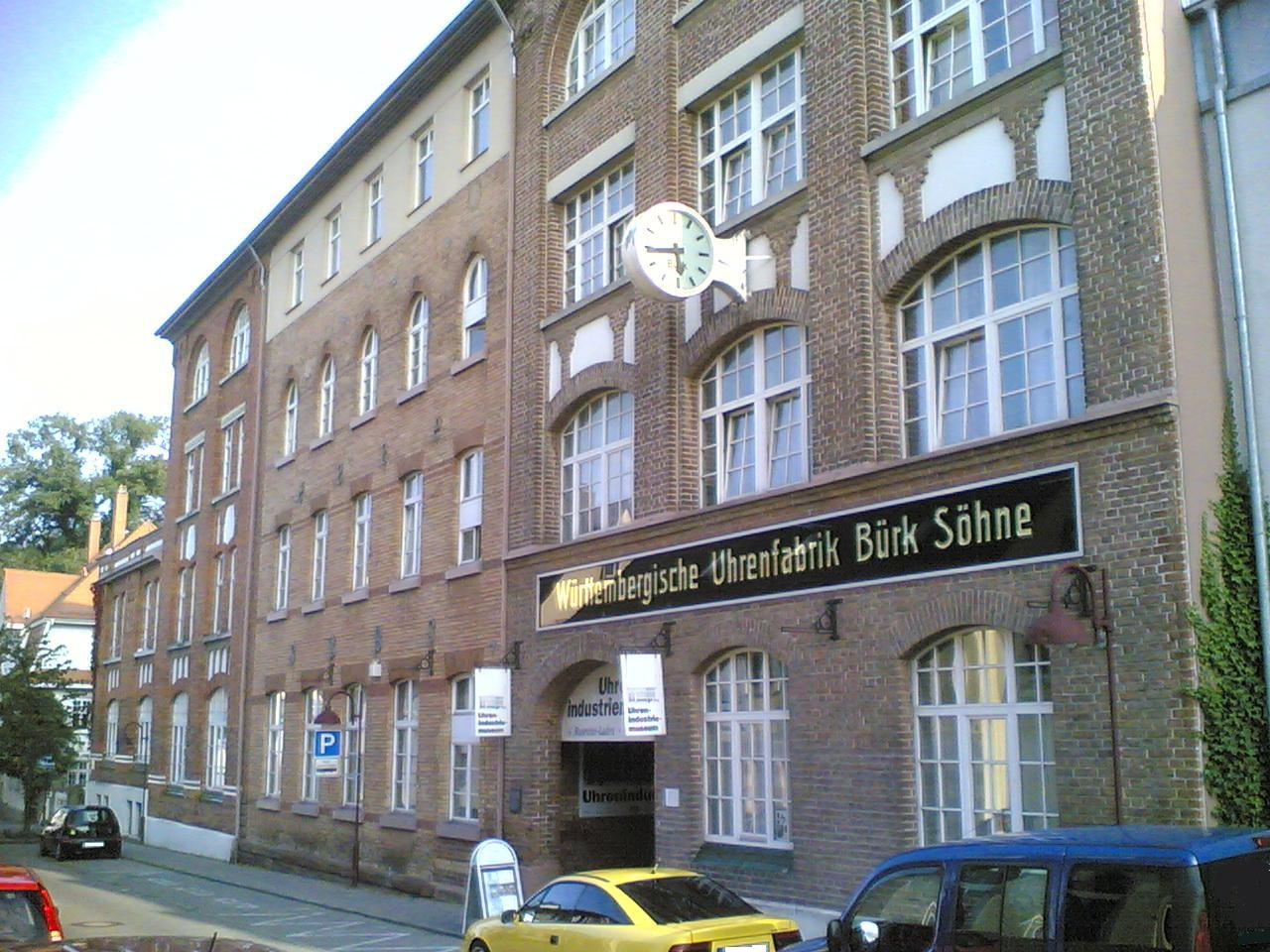
Ehemaliges Fabrikgebäude, heute Uhrenindustriemuseum

Nach dem Tod seines Vaters 1872 übernahm er die technische Leitung der 1855 gegründeten Württembergischen Uhrenfabrik Bürk, während sein Bruder Hugo Bürk die kaufmännische Leitung hatte.

## Gesellschaftliches Wirken

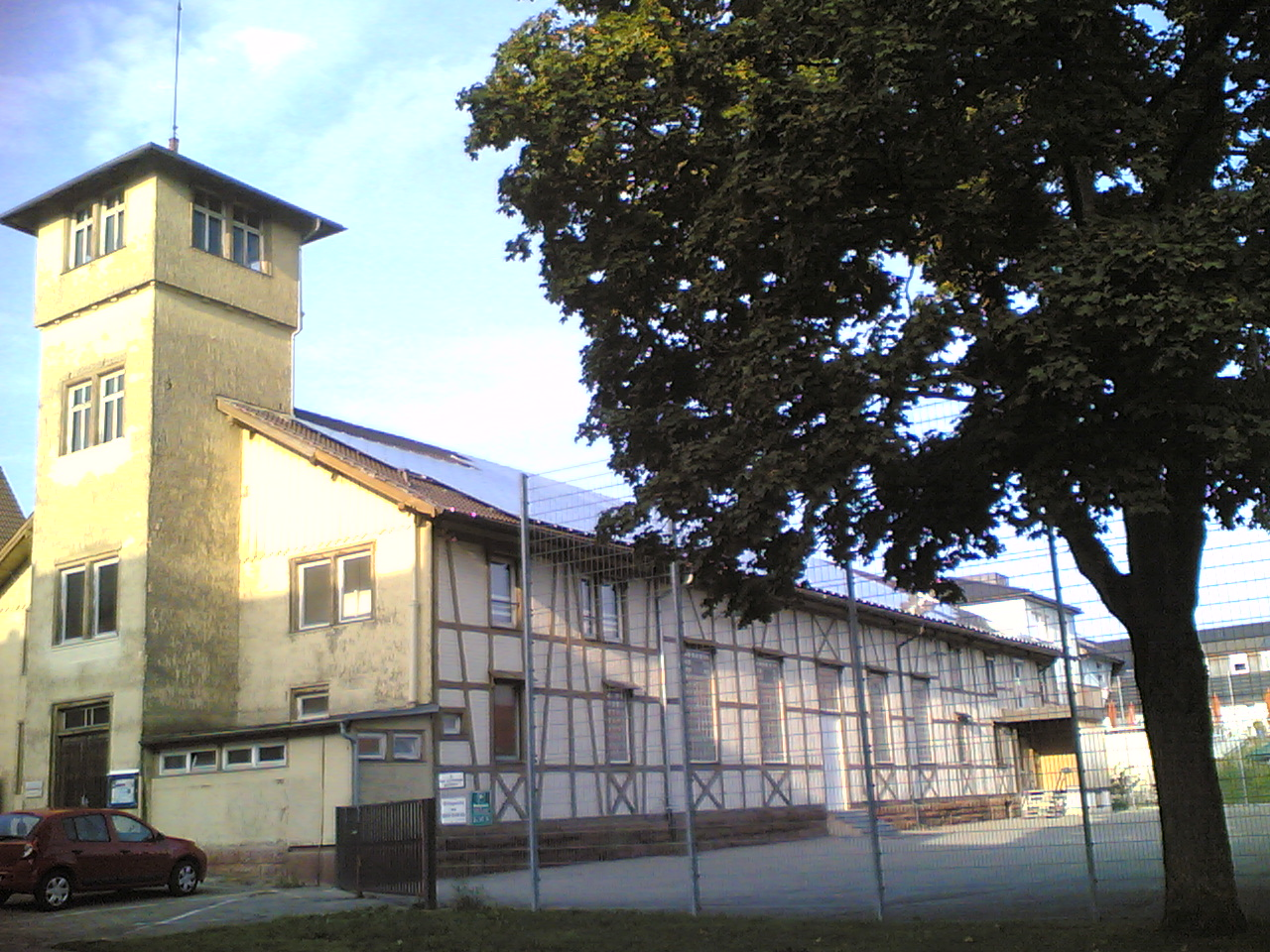
Bürk-Turnhalle, heute mit großflächiger Solaranlage

Von 1876 bis 1884 war er Vorstand des von seinem Vater mitgegründeten Turngemeinde 1859 Schwenningen e. V. Er war Mitbegründer der Städtischen Sparkasse und der Staatlichen Fachschule für Uhrmacherei und Elektrotechnik. Von 1910 bis 1917 war er Präsident der Handelskammer zu Rottweil. Außerdem war er Vorsitzender des Verbandes Schwarzwälder Uhrenindustrieller und des Gewerbevereins Schwenningen.

## Politische Ämter
Bürk gehörte der Demokratischen Volkspartei (VP) an. 
1884 wurde er Obmann des Bürgerausschusses. Er war von 1885 bis 1903 Mitglied des Schwenninger Gemeinderates. Von 1895 bis 1900 war er Abgeordneter im württembergischen Landtag (Oberamt Rottweil). Schwerpunkt seiner Tätigkeit waren die Bereiche Innere Verwaltung und Finanzen. 1900 kandidierte er wieder. Das Mandat errang jedoch Georg Maier aus Dietingen (Zentrumspartei). Gegen Maier unterlag Bürk erneut 1906, obwohl er als gemeinsamer Kandidat von VP und DP antrat.

## Auszeichnungen
- 1904 Ernennung zum Kommerzienrat
- 1926 Ehrenbürgerschaft der Stadt Schwenningen am Neckar
- Benennung einer Schule in Schwenningen
- Die Bürkstraße in Schwenningen ist nach seinem Vater und ihm benannt.